# Afrocosmia
Afrocosmia — рід щипавок з родини справжніх щипавок (Forficulidae). Включає три види, що поширені в Африці.

## Види
- Afrocosmia brunnea
- Afrocosmia denticulata
- Afrocosmia rhodesiensis